# Imperial (Canada)
Imperial is een plaats (town) in de Canadese provincie Saskatchewan en telt 321 inwoners (2006).